# Slidell (Louisiane)
Pour les articles homonymes, voir Slidell.
Slidell (en anglais [slaɪˈdɛl]) est une ville de la paroisse de Saint-Tammany, dans l’État de Louisiane, aux États-Unis, située sur la rive nord-est du lac Pontchartrain. Slidell a été sévèrement touchée par le passage de l’ouragan Katrina le 29 août 2005.

## Histoire
En 1882, la compagnie de chemin de fer New Orleans and Northeastern Railroad commence la construction d’une nouvelle voie reliant La Nouvelle-Orléans et Cincinnati dans l’Ohio et passant par la ville de Meridian dans le Mississippi. L’un des camps installés sur les bords du lac Pontchartrain continua de s’étendre à la fin des travaux pour finalement être répertorié officiellement comme ville par l'État de Louisiane en 1888.
Bien qu’il ne soit probablement jamais venu dans la ville, Slidell est nommée ainsi en hommage à John Slidell, homme politique et diplomate, figure historique de l’affaire du Trent pendant la guerre de Sécession et beau-père du baron Émile d'Erlanger (président du consortium de banquiers qui financèrent la construction du chemin de fer). Le colonel Leon Fremaux dessina les plans originaux de la ville, nommant en particulier la plus large avenue du nom d'Erlanger et une plus modeste de son nom. Par un curieux hasard, de nos jours, la Fremaux Avenue est devenue l’une des artères principales de la ville, bien loin devant Erlanger Avenue.
Dans les années 1910, Slidell connaît une période de croissance économique et industrielle. En particulier, une importante usine de créosote est construite et la ville devient le quartier général de St Joe’s, un fabricant de briques. Enfin, un chantier naval voit également le jour. Avec l’arrivée des autoroutes 10 et 12, Slidell se trouve à un croisement important et devient un lieu apprécié par les voyageurs désireux de s’arrêter pour une nuit sans aller jusqu’à La Nouvelle-Orléans.
À la mise en place du programme spatial des États-Unis (dans les années 1960), la région connaît à nouveau un regain d’activité. L’ouverture du centre d'assemblage de Michoud de la NASA et du John C. Stennis Space Center dans la baie de Saint-Louis provoqua un afflux de nouveaux habitants à Slidell dont la population va tripler en moins de dix ans.
La ville de Slidell a durement subi le passage de l’ouragan Katrina le 29 août 2005. Les rapports indiquent que la ville a été frappée très durement par la tempête et qu’environ 100 000 poissons morts ont été retrouvés dans les rues. La vieille ville ainsi que les constructions du bord du lac ont particulièrement souffert, certains immeubles se retrouvant sous plus d’un mètre d’eau.

## Démographie
| Groupe            | Slidell | Louisiane | États-Unis |
| ----------------- | ------- | --------- | ---------- |
| Blancs            | 76,0    | 62,7      | 72,4       |
| Afro-Américains   | 17,0    | 32,0      | 12,6       |
| Autres            | 2,8     | 1,6       | 6,4        |
| Métis             | 2,3     | 1,6       | 2,9        |
| Asiatiques        | 1,6     | 1,6       | 4,8        |
| Amérindiens       | 0,5     | 0,7       | 0,9        |
| Total             | 100     | 100       | 100        |
|                   |         |           |            |
| Latino-Américains | 6,3     | 4,3       | 16,7       |

Selon l'American Community Survey, pour la période 2011-2015, 93,83 % de la population âgée de plus de 5 ans déclare parler anglais à la maison, alors que 3,26 % déclare parler l'espagnol, 0,78 % le français, 0,63 % le vietnamien, 0,52 % l'arabe et 0,98 % une autre langue.

## Personnalités liées à la ville
- Clarence Gatemouth Brown : musicien ayant remporté un Grammy Award.
- Tony Canzoneri : champion de boxe.
- Lee Harvey Oswald : assassin de John Fitzgerald Kennedy.